# آذرتاج خوان فرناندز
آذرتاج خوان فرناندز (نام علمی: Sephanoides fernandensis) یک مگس‌مرغ است که امروزه تنها در جزیره رابینسون کروزوئه، یکی از سه جزیره از جزایر خوان فرناندز متعلق به شیلی یافت می‌شود. این گونه غیرمهاجر است و با خویشاوند کوچک‌تر خود یعنی آذرتاج پشت‌سبز ( S. sephaniodes ) در این جزیره مشترک است.

## نگارخانه

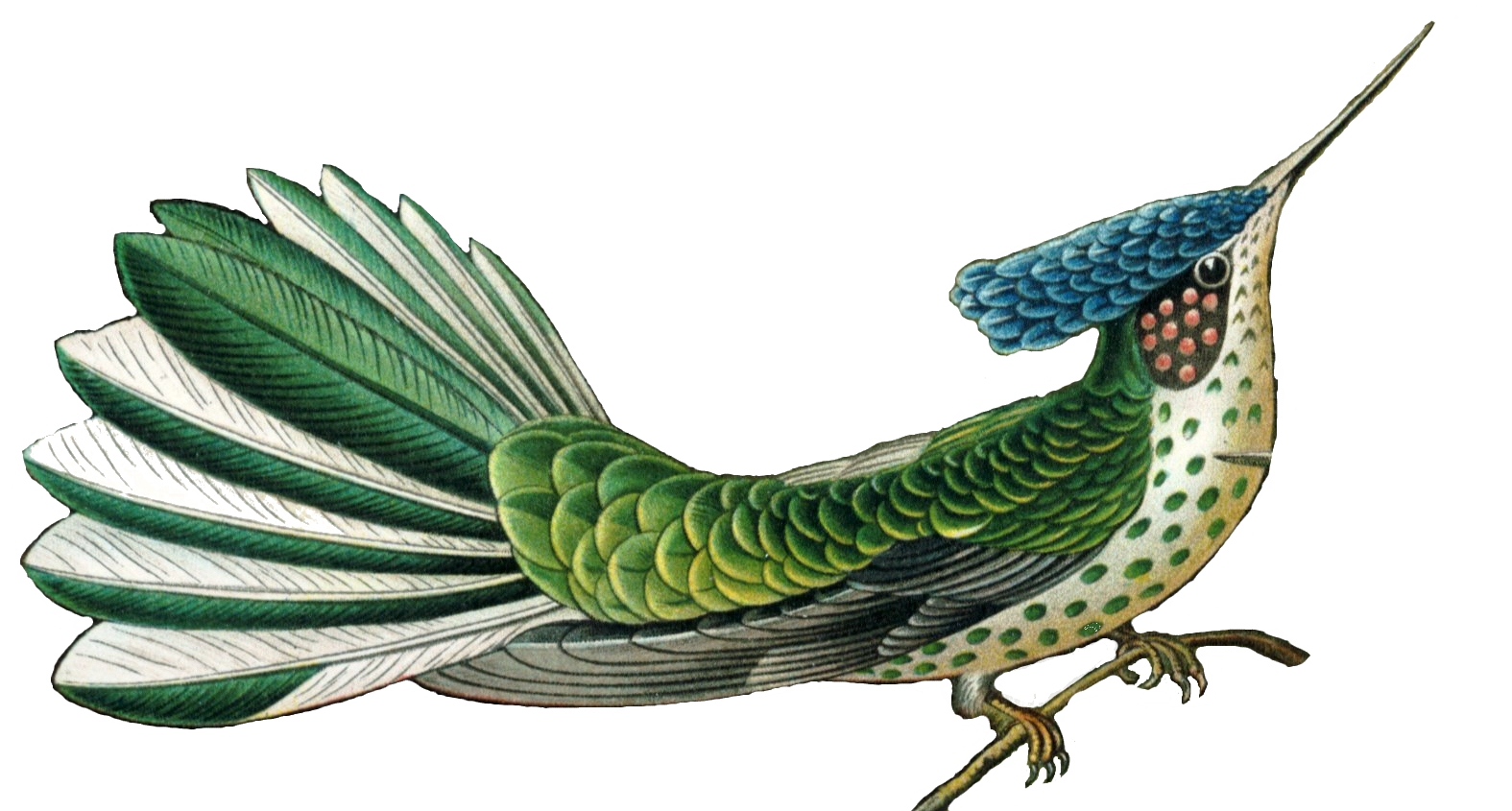
ماده بالغ
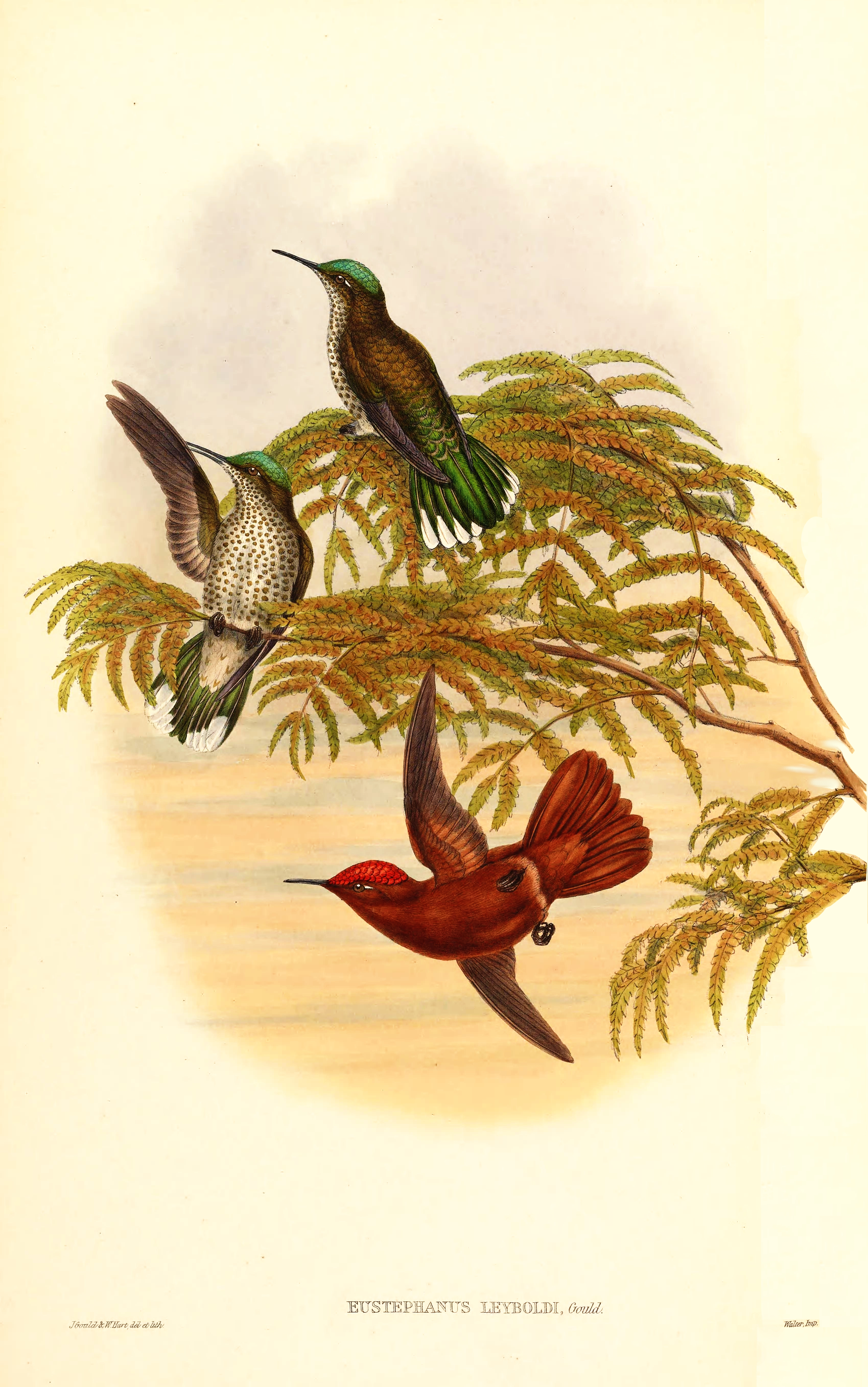
زیرگونه منقرض‌شده S. f. leyboldi